# Salón del Cómic y Manga de Getxo
El Salón del Cómic y Manga de Getxo (Getxoko Komiki Azoka o Getxoko Komiki eta Manga Azoka en euskera) es un evento de cómic celebrado anualmente en Guecho (Vizcaya) desde 2002. Ya en las ediciones de 2002, 2004, 2005 y 2006 se llamó Salón del Cómic de Getxo (Salón de Cómic de Getxo según el cartel de 2003), aunque se celebraba una única convención de un solo fin de semana, que abarcaba la historieta japonesa (manga) junto con la de otros países. Entre 2007 y 2011 se llamó Salón del Cómic y Manga de Getxo. Desde la edición de 2012 se separa en dos salones anuales, celebrados en fines de semana consecutivos, el primero para el cómic en general, y el segundo para el manga.

## Trayectoria
X (25 al 27 de noviembre de 2011, plaza Estación de Las Arenas)
Se celebraron exposiciones dedicadas a Jazz Bulles Blues: el cómic a ritmo de swing, El Balanzín y Víctor Santos. Éste acudió como invitado junto a Manuel Bartual, Luis Bustos, Manel Fontdevila, Albert Monteys, Nancy Peña, Mireia Pérez, Luis Royo y David Rubín, además de tres galardonados con el Premio Nacional de Cómic de España: Max, Paco Roca y Santiago Valenzuela. Se homenajeó al editor Josep María Berenguer y a la editorial bilbaína Astiberri.

## Volumen
|             | I 2002 | II 2003 | III 2004 | IV 2005 | V 2006 | VI 2007 | VII 2008 | VIII 2009 | IX 2010 | X 2011 | XI 2012 | XII 2013 |
| ----------- | ------ | ------- | -------- | ------- | ------ | ------- | -------- | --------- | ------- | ------ | ------- | -------- |
| Asistencia  |        |         |          |         |        |         |          |           |         |        |         |          |
| Expositores |        |         |          |         |        |         |          |           |         | 80     |         |          |